# ラジャ・ラム

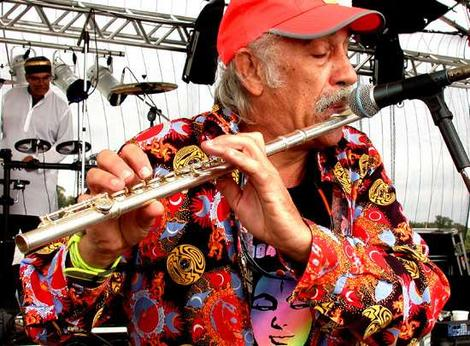
ラジャ・ラム

ラジャ・ラム（Raja Ram, 本名：Ronald Rothfield, 1941年 − ）は、オーストラリア出身の音楽家、DJ。イギリスに自身のレーベルである「Tip.World」を持つ。
約40年間、音楽に携わってきており、サイモン・ポスフォードとのユニット、シュポングルや、GMS (Growling Mad Scientists) とのユニット、1200 Microgramsなど多彩な活動を残しており、80歳を超えた現在もサイケデリックトランス界の最前線で活動する大御所である。

## 略歴
- 1941年 - オーストラリア、メルボルンに生まれる。
- ジャズミュージシャンとして音楽活動を開始する。
- 1960年代後半にクインテサンス（英語版） (Quintessence) というサイケデリック・ジャズ・ロック・バンドのメンバーとして活躍し、1970年代にはカルト的な人気を誇っていた。その後、彼は1980年代にエレクトロミュージックに傾倒していき、すでにゴア・ギル（英語版）が活動していたインドのゴアに渡り、アシッド・ハウスやトランスなどの音をプレイしていった。
- 1989年 - これまでに培ったサイケデリック感とゴアでの体験を元にイギリス本国で自身のプロジェクト、Infinity Project（英語版）を開始する。
- 1991年 - Atmosphere Recordよりシングル、「Hyper-Active」でデビュー。
- 1994年 - 自身のレーベル、「The Infinity Project」の頭文字を取ったTIPを始動し、第1弾として自身のプロジェクトであるThe Infinity Projectから「Stimuli / Uforica」をリリースする。更にハルシノゲン、ドゥーフ、トータル・エクリプス（英語版）など今日に至るサイケデリックトランス界の人気アーティストを次々と送り出し、Youth（英語版）主催のドラゴンフライと共にシーンの中心的存在となる。
- 1995年 - 相棒のグラハム・ウッドに加え、ハルシノゲンことサイモン・ポスフォードも参加した "The Infinity Project" のデビューアルバム『MYSTICAL EXPERIENCE』をリリース。
- 1996年 - ハルシノゲン、ドゥーフ、トータル・エクリプスが参加した傑作コンセプト・アルバム｢THE MYSTERY OF THE YETI｣[1]をリリース。前年のデビューアルバムと併せ、この2枚はアンビエントサイケの名作として知られる。
- 2000年 - レーベルをTIPからTip.Worldと改め、最新のサイケデリックトランスを次々とリリースしている。

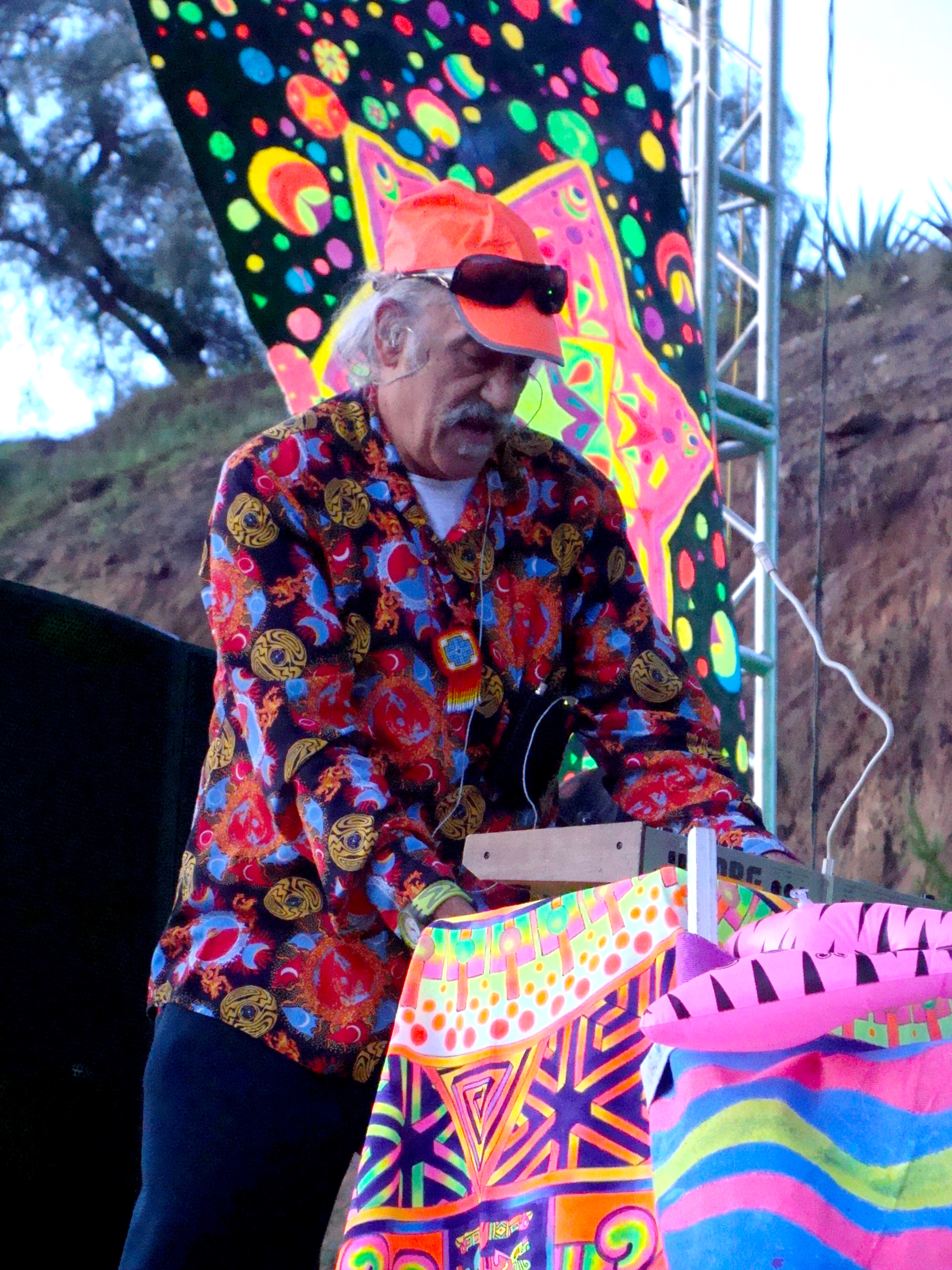
2009年

## ディスコグラフィ

### Mystery of the Yeti
- Mystery of the Yeti (TIP Records 1996)

### DJ Mix
- Spaceships Of The Imagination (TIP World)
- Raja Ram's Stash Bag (TIP World 2002.2)
- Raja Ram's Stash Bag Vol. 2 (TIP World 2003.5)
- Raja Ram's Stash Bag Vol. 3 - Smokers Jokers And Midnight Tokers(TIP World 2004.10)
- Raja Ram's Stash Bag Vol. 3 - Smokers Jokers And Midnight Tokers (Unmixed Edition)(TIP World 2004.11)
- Most Wanted Presents Raja Ram - The Godfather [Phonokol 2005.9]
- Raja Ram's Stash Bag Vol. 4 (TIP World 2006.10)